# خاکی ۱۹۴۳۸
سیارک ۱۹۴۳۸ (به انگلیسی: 19438 Khaki، نامگذاری:1998FF83) نوزده هزار و چهارصد و سی و هشتمین سیارک کشف شده‌است که در ۲۴ مارس ۱۹۹۸ کشف شد.
قدر مطلق سیارک برابر ۱۵.۵ است.